# Мартинов Андрій Семенович
Мартинов Андрій Семенович — український актор театру і кіно (*16 серпня 1898 — †8 грудня 1984). Народився у місті Біла Церква під Києвом у робітничій сім'ї. Його батько Семен Мартинов, був шкіряником та працював посадчиком на шкіряному комбінаті, помер у 1933 році. Мати займалась домашнім господарством.

## Дитячі та юнацькі роки
Андрій провчився у міському 4-класному училищі менше ніж 4 роки (1908—1912), але з причин важкого матеріального стану, був змушений його покинути, так не закінчивши навчання. Андрій змушений був поступити учнем до механічної майстерні Ф. Бернадського.
З 1914 по 1920 рік, Андрій працював слюсарем на машинобудівному заводі «Вл. Менцель». У ці роки, зацікавився театром, й водночас, починаючи з 1917 року, почав брати активну участь у роботі заводського драматичного гуртка.
Починаючи з 1920 року, Андрій займався у драматичній студії, що її створила місцева влада для робочої молоді. Восени того ж року, Андрія було прийнято актором-стажером до Київського Українського драматичного театру, який працював тоді в місті Біла Церква. Потім, разом з театром, Андрій переїхав до Умані, а згодом і до Харкова.

Восени 1921 року, повернувшись до Білої Церкви, почав працювати в 3-й студії-майстерні Всеукраїнського Театрального Об‘єднання, у добре всім відомому театрі «Березіль», створеного талановитим українським режисером Лесем Курбасом.

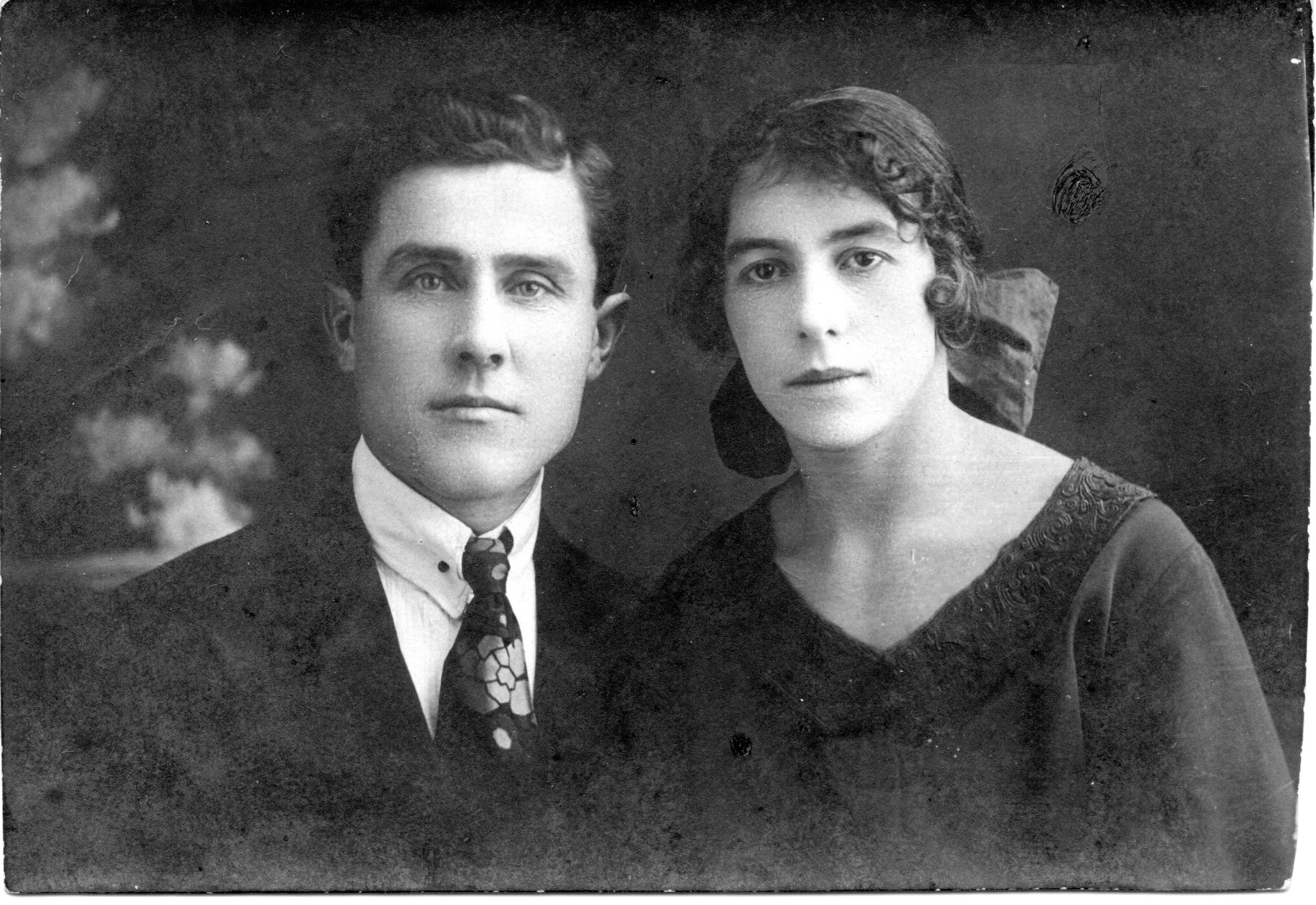
Андрій Мартинов та його дружина Євгенія Мартинова (Янковська), 1927 р.

## Театральна кар'єра

Андрій Мартинов у ролі Вартового табору Щорса у фільмі Олександра Довженка «Щорс».

З 1924 року до 1929 року працював на Поволжі в Українському драматичному театрі, що пересувався по містах Астрахань, Сталінград (нині Волгоград), Саратов, Казань, Камишин, Вольськ, Сизрань та інших містах Росії.
Упродовж 1929—1933 років працював актором Обласного Пересувного Українського театру в місті Вороніж. У 1933 році Андрій повернувся в Україну і почав працювати в Обласному Державному драмтеатрі ім Т. Г. Шевченка міста Чернігова під керівництвом Заслуженого артиста УРСР Г. В. Воловика. Працюючи у Чернігові, Андрій познайомився і здружився з Хомою Коцюбинським, братом відомого українського письменника Михайла Коцюбинського, а його донька Світлана Мартинова товаришувала з донькою Хоми, племінницею Михайла Коцюбинського Михайлиною Коцюбинською. І Андрій і мала тоді ще Світлана були частими гостями у домі Коцюбинських. Але в серпні 1941 року, майже одразу після початку війни, для Андрія Мартинова почалося інше театральне життя, і він почав працювати у художній бригаді з художнього обслуговування Південного-Західного фронту.

Андрій Мартинов особисто знав відомого командира партизанського з'єднання Олексія Федорова, відомого своїми українськими патріотичними настроями, за що його не дуже любили його комуністичні керівники. Коли почалася війна, Андрій Мартинов прийшов з іншими акторами записуватись у партизани. Федоров глянув них й промовив: «Це ж актори… ну, які з них вояки?… їх треба відправити у тил й зберегти, що вони потім, зі сцени, розповіли усім про те, як ми перемогли.» Це було влітку 1941 року… 

Андрій Мартинов у ролі Шинкаря у фільмі Миколи Екка "Сорочинський Ярмарок, 1939 р.

А. Мартинов у гримі до вистави «Калиновий гай» за п'єсою О. Корнійчука, 1962 р.

У вересні 1941 року Андрій переїжджає в м. Камінь, Алтайського краю. У тому ж році починає працювати актором Камінського Міського драматичного театру, з якого, за рішенням крайової влади, переїжджає, у 1943 році, у м. Бійськ та бере активну участь у художньому обслуговуванні частин Червоної Армії, госпиталів та працівників збиральних кампаній. У 1947, після сформування Кіровоградського музично-драматичного театру на базі Чернігівського театру ім. Т. Г. Шевченка, Андрій, з дружиною Євгенією та донькою Світланою, переїжджає до міста Кіровограда де працює актром, а упродовж декількох років, директором Кіровоградського музично-драматичного театру ім. Марка Кропивницького, який вважається першим українським професійним театром.
За роки своєї творчої діяльності, працюючи поруч з відомими українськими акторами такими як Г. Семенов, К. Параконьєв, Л. Тімош, режисером М. Донцем, Андрій Семенович створив чимало яскравих образів у п'єсах суто українського репертуару, як «Дай серцю волю — заведе в неволю» М. Кропивницького, радянського репертуару, як «Чому посміхалися зорі» О, Корнійчука, й закордонного репертуару, як «Фуенте Овехуна» Лопе де Вега. Він грав на одній сцені з талановитими акторами, такими, як Народним артистом УРСР Костянтином Параконьєвим, Народним артистом УРСР Георгієм Семеновим, Народною артисткою УРСР Лідією Тімош та іншими видатними акторами.

## Робота в кіно
Не обминув Андрія Мартинова й світ кіно. У 1939 році, він знявся в ролі Вартового табору М. Щорса у фільмі Олександра Довженка «Щорс», а також у ролі Шинкаря у фільмі режисера Миколи Екка «Сорочинський ярмарок» (1939 р.) за відомим твором М. Гоголя. 

Могила Андрія Мартинова та його дружини Євгенії на Далекосхідному цвинтарі у Кіровограді.

Андрій Мартинов помер 8 грудня 1984 року, похований на Делекосхідному цвинтарі в місті Кіровограді.